# Bol'šoj Uluj
Il Bol'šoj Uluj (in russo Большой Улуй?) è un fiume della Russia siberiana occidentale, affluente di destra del Čulym (bacino idrografico dell'Ob'). Scorre nei rajon  Ačinskij e  Bol'šeulujskij del Territorio di Krasnojarsk.
Il fiume proviene dalla catena dei monti Arga, modesti rilievi a sud della città di Ačinsk compresi in una grande ansa del fiume Čulym. Scorre in direzione prevalentemente settentrionale, poi nord-occidentale e sfocia nel Čulym a 1 060 km dalla foce, presso il villaggio di Bol'šoj Uluj. La lunghezza del fiume è di 160 km, il bacino imbrifero è di 2 150 km².